# Makabi šerutej bri'ut
Makabi šerutej bri'ut (hebrejsky: מכבי שירותי בריאות, doslova Zdravotní služby Makabi, dříve Kupat cholim Makabi, קופת חולים מכבי, Nemocenská pokladna Makabi, zkráceně jen מכבי, Makabi) je zdravotní pojišťovna v Izraeli.
Vznikla v září 1940 a začala fakticky působit v srpnu 1941. Za jejím vznikem stáli četní lékaři většinou původem ze střední Evropy, kteří tehdy přišli do mandátní Palestiny jako Jona Hirschler, Ernst Freudenthal a Felix Theilhaber. Poslední jmenovaný působil v čele pojišťovny až do své smrti roku 1956. Ernst Freudenthal zastával posty ve vedení společnosti až do roku 1982. Na činnosti pojišťovny se rovněž významně podílela pozdější poslankyně Knesetu Sara Doron, která byla v roce 2010 jmenována čestnou prezidentkou podniku.
V lednu 1995 vstoupil v Izraeli v platnost zákon o všeobecném zdravotním pojištění, který vztáhl pojištění na celou populaci při zachování původních samostatných pojišťoven. Makabi šerutej bri'ut pro svůj chod získává od státu poměrnou část vybraného zdravotního pojištění. V současnosti jde o jednu ze čtyř zdravotních pojišťoven v Izraeli. S 1 870 000 klienty jde o druhou největší pojišťovnu v zemi (největší zůstává Kupat cholim). Funkci ředitele zastává Ehud Kokia. Provozuje síť nemocnic Assuta soustředěných okolo Nemocnice Asuta Tel Aviv.